# Pat O'Brien
Pat O'Brien este chitaristul trupei americane de death metal Cannibal Corpse. A cântat de asemenea și în formația Nevermore, în perioada 1994–1996.